# Jordan Thompson (volley-ball)
Pour les articles homonymes, voir Jordan Thompson (homonymie).
Jordan Thompson est une joueuse américaine de volley-ball née le 5 mai 1997 à Edina. Avec l'équipe des États-Unis, elle a remporté la médaille d'or du tournoi féminin aux Jeux olympiques d'été de 2020 à Tokyo et la médaille d’argent aux jeux olympiques d’été de 2024 à Paris

## Palmarès
- Supercoupe de Turquie:
  - Vainqueur: 2020, 2023.
- jeux olympiques:

médaille d’or  aux jeux olympiques d’été 2020 à Tokyo
Médaille d’argent aux Jeux olympiques d’été de 2024 à Paris